# Flamingo-Bonaires internationella flygplats
Flamingo-Bonaires internationella flygplats (IATA: BON, ICAO: TNCB) är en internationell flygplats utanför Kralendijk på Bonaire i Karibiska Nederländerna.

## Historik
KLM beslutade den 9 maj 1936 att starta testflygningar mellan Curaçao och Bonaire. Dessa var lyckade och i december 1943 anlände amerikanska soldater som började bygga en ny flygplats i närheten av dagens. Den kallades Flamingo flygplats och började användas 1945. En liten terminal anpassad till den tidens passagerarantal byggdes och användes fram till 1976.
En ny landningsbana började byggas i slutet av 1953 och färdigställdes 1955. Den utökades flera gånger och hade 1960 en längd på 1 430 m och bredd på 30 m. 1970 förlängdes den till 1 750 m, 1980 till 2 400 m och bredd på 45 m. I oktober 2000 gjordes den senaste utökningen till dagens längd på 2 880 m.

## Destinationer[2]
- Amsterdam
- Aruba
- Atlanta
- Bryssel
- Curaçao
- Houston
- Miami
- Newark
- Santo Domingo